# Somatina sufflava
Somatina sufflava là một loài bướm đêm trong họ Geometridae.